# Koen Bouwman
Koen Bouwman (* 2. Dezember 1993 in Ulft) ist ein niederländischer Radrennfahrer.

## Werdegang
Nachdem er seit dem Jahr 2010 mehrere internationale Junioren-Rennen bestritten hatte, erhielt Koen Bouwman im Alter von 19 Jahren einen Vertrag beim niederländischen UCI Continental Team Jo Piels. Im Jahr 2015 wechselte er zum SEG Racing Team und gewann zu Saisonbeginn die Bergwertung der Tour de Normandie. Sein erster internationaler Sieg folgte im Juli desselben Jahres, als er beim U23-Etappenrennen Giro della Valle d’Aosta die Bergankunft auf dem Grosser St. Bernhard gewann. Am Ende der Saison belegte er für die niederländische Nationalmannschaft den 27. Gesamtrang bei der Tour de l’Avenir, ehe er als Stagiaire des Team LottoNL-Jumbo mehrere Eintagesrennen und die Tour of Britain bestritt. 
Im Jahr 2016 schloss sich Bouwman dem UCI WorldTeam Lotto NL-Jumbo an und gab bei sein Grand-Tour-Debüt bei der Vuelta a España 2016, die er auf dem 123. Gesamtrang beendete. Im Jahr 2017 gewann er im Sprint einer sechsköpfigen Ausreißergruppe die dritte Etappe des Critérium du Dauphiné, und damit sein erstes Rennen der UCI WorldTour. Zudem sicherte er sich die Bergwertung der Rundfahrt. Sein nächster Etappensieg folgte bei der Tour of Britain 2018, als er mit seinen Teamkollegen das Mannschaftszeitfahren auf den Whinlatter Pass gewann.
Beim Giro d’Italia 2019 nahm Bouwman eine zentrale Rolle als Helfer des Slowenen Primož Roglič ein, der in jenen Jahren zum Kapitän der niederländischen Mannschaft aufstieg. Mit dem Team Jumbo-Visma gewann er das Mannschaftszeitfahren der UAE Tour und sicherte sich im Anschluss mit der niederländischen Mixed-Staffel den Europa- und Weltmeistertitel. In der durch die COVID-19-Pandemie beeinflussten Saison des Jahres 2020 setzte sich Koen Bouwman als Gesamtsiebter in der Bergwertung der Czech Tour durch, ehe er beim Giro d’Italia 2021 mit dem zwölften Gesamtrang sein bislang bestes Grand Tour-Ergebnis einfuhr. Weiters wurde er im Jahr 2021 Dritter der niederländischen Zeitfahrmeisterschaften und holte mit der Mixed Staffel Bronze bei den Europa- und Silber bei den Weltmeisterschaften.
Seine bislang erfolgreichste Saison folgte im Jahr 2022, als er beim Giro d’Italia die 7. und 19. Etappe gewann, wobei er sich beide Male im Sprint aus einer kleinen Fluchtgruppe durchsetzte. Weiters sicherte er sich die Bergwertung der Grand Tour, nachdem er die Maglia Azzurra für neun Tage getragen hatte. Nach einer längeren Rennpause feierte Bouwman einen Etappensieg bei der Slowakei-Rundfahrt, die er als Gesamtdritter beendete. Im Jahr 2023 verhalf er Primož Roglič zum Gesamtsieg beim Giro d’Italia, ehe er im Jahr 2024 nach einem Etappensieg die Gesamtwertung der Settimana Internazionale Coppi e Bartali gewann.

## Erfolge
2015
- Bergwertung Tour de Normandie
- eine Etappe Giro della Valle d’Aosta

2017
- eine Etappe und Bergwertung Critérium du Dauphiné

2018
- Mannschaftszeitfahren Tour of Britain

2019
- Mannschaftszeitfahren UAE Tour
- Europameister – Mixed-Staffel
- Weltmeister – Mixed-Staffel

2020
- Bergwertung Czech Cycling Tour

2022
- zwei Etappen und Bergwertung Giro d’Italia
- eine Etappe Slowakei-Rundfahrt

2023
- Mannschaftszeitfahren Burgos-Rundfahrt

2024
- Gesamtwertung und eine Etappe Settimana Internazionale Coppi e Bartali

## Grand-Tour-Platzierungen
| Grand Tour            | 2016 | 2017 | 2018 | 2019 | 2020 | 2021 | 2022 | 2023 | 2024 | 2025 |
| --------------------- | ---- | ---- | ---- | ---- | ---- | ---- | ---- | ---- | ---- | ---- |
| Giro d’ItaliaGiro     | –    | –    | 50   | 41   | DNF  | 12   | 21   | 25   | –    | DNF  |
| Tour de FranceTour    | –    | –    | –    | –    | –    | –    | –    | –    | –    | …    |
| Vuelta a EspañaVuelta | 123  | 41   | –    | –    | –    | 42   | –    | –    | –    | …    |